# Bajrang Punia
Bajrang Punia (Jhajjar, 26 febbraio 1994) è un lottatore indiano, specializzato nella lotta libera.

## Biografia
Ha sposato Sangeeta Phogat, figlia del lottatore e allenatore di lotta Mahavir Singh Phogat. E quindi cognato delle lottatrici  Geeta, Babita, Priyanka, Ritu, Vinesh, che con la moglie fa parte delle "sorelle Phogat", le sei sorelle di Haryana tutte attive nella lotta.
Ha rappresentato l'India ai Giochi olimpici estivi di Tokyo 2020, vincendo la medaglia di bronzo nel torneo dei 65 kg.

## Palmarès
- Giochi olimpici

Tokyo 2020: bronzo nei 65 kg.
- Mondiali

Budapest 2013: bronzo nei 60 kg.
Budapest 2018: argento nei 65 kg.
Nur-Sultan 2019: bronzo nei 65 kg.
- Giochi asiatici

Incheon 2014: argento nei 61 kg.
Giacarta 2018: oro nei 65 kg.
- Giochi del Commonwealth

Glasgow 2014: argento nei 61 kg.
Gold Coast 2018: oro nei 65 kg.
- Campionati asiatici

Nuova Delhi 2013: bronzo nei 60 kg.
Astana 2014: argento nei 61 kg.
Nuova Delhi 2017: oro nei 65 kg.
Bişkek 2018: bronzo nei 65 kg.
Xi'an 2019: oro nei 65 kg.
Nuova Delhi 2020: argento nei 65 kg.
Almaty 2021: argento nei 65 kg.
Ulaanbaatar 2022: argento nei 65 kg.